# Portret van een man (Frans Hals)
Portret van een man is een schilderij van Frans Hals in het Mauritshuis in Den Haag.

## Voorstelling
Het stelt een man voor met halflang haar, een snor en een vliegje. Hij draagt rijke kleding met een platte, kanten kraag en een grote, zwarte hoed.

## Herkomst
Het schilderij is afkomstig uit het bezit van een Amsterdamse familie, die niet wist dat het om een Frans Hals ging, tot het de aandacht trok van een kenner. In januari 1898 werd het te koop aangeboden door kunsthandel Frederik Muller & Co. in Amsterdam. Het werd gekocht door de Staat der Nederlanden voor het Mauritshuis in Den Haag. Op 6 juli 1905 werd het uit dit museum gestolen. Later die maand werd het ontdekt in Antwerpen en teruggebracht.
Portret van een jongeman met een schedel (1616-18) · Huwelijksportret van Isaac Massa en Beatrix van der Laen (ca. 1622) · Luitspeler (ca. 1623) · Zingende jongen met een fluit (1623) · De lachende cavalier (1624) · Lachende jongen (ca. 1625) · Portret van Willem van Heythuysen (1625-30) · Zigeunermeisje (ca. 1626) · Portret van een man met het kaakbeen van een koe in zijn hand (ca. 1627) · De vrolijke drinker (1628-30) · Pekelharing (ca. 1630) · De magere compagnie (1633-37) · Malle Babbe (1633-35) · Portret van een man (ca. 1634) · Portret van een zittende man (ca. 1660, atelier)